# АЛГЭМ
Процедурно-ориентированный алгоритмический язык программирования высокого уровня АЛГЭМ (Алгоритмы Экономические и Математические) предназначался его создателем Анатолием Ивановичем Китовым для программирования большого класса информационно-логических задач, прежде всего экономических. Первая версия АЛГЭМа была создана А. И. Китовым в НИИ автоматической аппаратуры МРП, в котором в середине 1960-х годов он работал зам. дирекотора по научной работе (одновременно выполняя обязанности начальника ГВЦ МРП), группой его учеников на базе универсального языка АЛГОЛ–60. Вскоре, под его руководством был разработан и запущен в эксплуатацию соответствующий транслятор, позволявший переводить написанные на АЛГЭМе программы в машинные коды ЭВМ «Минск-22» (а впоследствии и «Минск-32»). АЛГЭМ был самостоятельным языком программирования и по сравнению со своим предшественником АЛГОЛом имел принципиальные отличия, обеспечившие высокую эффективность и простоту его использования и освоения. В частности, к новому качеству этого языка привело введение А. И. Китовым нового вида переменных и массивов. АЛГЭМ имел возможность работать не только с числовыми данными, но и с символьной информацией, с которой оперируют ИПС (информационно-поисковые системы) и АСУ (автоматизированные системы управления). Принципиальным нововведением в АЛГЭМе стала возможность использовать строчные переменные, содержащие любые символы — буквы, цифры и знаки, над которыми можно было производить различные логические и арифметические операции. Также, А. И. Китов ввел и составные переменные, которые включают в себя и символьную информацию, и числовую. Эти переменные нового типа стало возможным объединять как в строчные, так и в составные массивы, что просто необходимо для решения как экономических, так и управленческих (нечисловых) задач. Последние, как известно, используют громадные информационные массивы. Для своего времени АЛГЭМ был серьезным прорывом в области развития алгоритмических языков программирования высокого уровня.